# Al Istifakh ou l'Idylle de mes amis
Al-istifakh ou l'idylle de mes amis est un récit de Marie-Christine Koundja publié en 2001 aux éditions CLE au Cameroun.

## Résumé
Ce récit romance les aventures d'un jeune Tchadien chrétien tombant amoureux d'une fille musulmane.